# Avicularia
Avicularia este un gen de păianjeni din familia Theraphosidae.

## Specii[1]
- Avicularia affinis
- Avicularia alticeps
- Avicularia ancylochira
- Avicularia anthracina
- Avicularia aurantiaca
- Avicularia avicularia
- Avicularia aymara
- Avicularia azuraklaasi
- Avicularia bicegoi
- Avicularia borelli
- Avicularia braunshauseni
- Avicularia caesia
- Avicularia cuminami
- Avicularia detrita
- Avicularia diversipes
- Avicularia doleschalli
- Avicularia exilis
- Avicularia fasciculata
- Avicularia geroldi
- Avicularia glauca
- Avicularia gracilis
- Avicularia guyana
- Avicularia hirschii
- Avicularia hirsuta
- Avicularia holmbergi
- Avicularia huriana
- Avicularia juruensis
- Avicularia laeta
- Avicularia leporina
- Avicularia metallica
- Avicularia minatrix
- Avicularia nigrotaeniata
- Avicularia obscura
- Avicularia ochracea
- Avicularia palmicola
- Avicularia panamensis
- Avicularia parva
- Avicularia plantaris
- Avicularia pulchra
- Avicularia purpurea
- Avicularia rapax
- Avicularia recifiensis
- Avicularia rufa
- Avicularia rutilans
- Avicularia soratae
- Avicularia subvulpina
- Avicularia surinamensis
- Avicularia taunayi
- Avicularia tigrina
- Avicularia ulrichea
- Avicularia urticans
- Avicularia walckenaeri
- Avicularia velutina
- Avicularia versicolor
- Avicularia violacea